# Lanesboro (Pensilvânia)
Lanesboro é um distrito localizado no estado norte-americano de Pensilvânia, no Condado de Susquehanna.

## Demografia
Segundo o censo norte-americano de 2000, a sua população era de 588 habitantes.
Em 2006, foi estimada uma população de 570, um decréscimo de 18 (-3.1%).

## Geografia
De acordo com o United States Census Bureau tem uma área de
6,8 km², dos quais 6,6 km² cobertos por terra e 0,2 km² cobertos por água.

## Localidades na vizinhança
O diagrama seguinte representa as localidades num raio de 16 km ao redor de Lanesboro.